# تل اللحم
تل اللحم منطقة عراقية ومقاطعة رقمها 37 واسمها أراضي تل اللحم في ناحية الفضلية، بقضاء سوق الشيوخ بالسهل الرسوبي، بمحافظة ذي قار بجنوب العراق. قريبة من مثلث التقاء محافظة ذي قار ومحافظة البصرة ومحافظة المثنى. على حافة المنطقة الزراعية شمالاً. وتخوم البادية العراقية جنوباً. وفي 21 تموز سنة 2021 افتتحت محطة تل اللحم الكهربائية ذات القدرة الـ 400 ك ف التحويلية، وفي تل اللحم محطة وزن للمركبات المتجة إلى البصرة، ومحطة تل اللحم للقطار.

## آثار تل اللحم
في تل اللحم تل أثري كبير بيضوي، اسمه ايشان تل اللحم،(1) مساحته 350*300 متر، وارتفاعه 15 متراً فوق مستوى السهل، جنوب شرقي أور القديمة، وبينهما 38 كيلومتراً، تبيّن لدائرة الآثار العراقية سنة 1949 م أن التل من زمان فجر السلالات وأن الاستيطان فيه منذ قبل الميلاد وظل الاستيطان فيه في العهد الأكدي ودور أيسن لارسا ودور سلالة بابل الأولى حتى نهاية العهد الكاشي ثم أصبح بعدئذٍ مقبرة، وعُثر في التنقيبات على 24 مدفناً تابعة لعدة حقب كما عُثر على هياكل عظيمة وأواني فخار لا نقش فيها وفخاريات مزججة.

### لُقى تل اللحم
قال أحمد علي صالح في كتابه (رايات في الضباب) "تل اللحم موقع في محافظة ذي قار حيث قامت كوماندوز أمريكية في هام 1991 بعملية إنزال فيه بصحبة فريق من خبراء آثار وقام هذا الفريق بعملية مسح للمنطقة وتنقيب سريع...لا توجد معلومات عن نوع أو كم اللُقى التي عثروا عليها هناك وقد نُقلت بسرية لمكان مجهول وقد قطعت جميع الخيوط التي قد يُستدل منها على شيء، تعتيم إعلامي شديد ولا توجد أي معلومات مسربة وقد دمروا المكان قبل خروجهم منه. القطع الأثرية التي خلّفوها وراءهم كانت عبارة عن رماد ومعالم المكان صفحات بيضاء لا خطوط بها، طُوى الأمر لأكثر من عقدين من الزمان وبعد سقوط النظام العراقي تركزت جميع العيون على عمليات نقل الآثار إلى اللايات المتحدة الأمريكية لترميمها مع التعهد بإعادتها إلى العراق بعد الاستقرار الأمني.".

## الهوامش
- «1»:في بعض جنوبي بغداد وجنوب العراق التل اسمه ايشان.[14]